# Fellbach
Fellbach este un oraș din landul Baden-Württemberg, Germania.
1. ↑   https://www.fellbach.de/infopool/1906/de/info_type,16$status,3$info_detail,12841/archiv.html Lipsește sau este vid: |title= (ajutor)
2. ↑   http://www.statistik.baden-wuerttemberg.de/BevoelkGebiet/Bevoelkerung/01515020.tab?R=GS119020 Lipsește sau este vid: |title= (ajutor)